# Ministri della pubblica istruzione del Regno di Sardegna
I ministri della pubblica istruzione del Regno di Sardegna dal 1848 al 1861.

## Lista
| Ministro                       | Foto                         | Mandato                             | Governo                          |
| ------------------------------ | ---------------------------- | ----------------------------------- | -------------------------------- |
| Carlo Bon Compagni di Mombello |                              | 16 marzo - 5 luglio 1848            | Governo Balbo                    |
| Urbano Rattazzi                |                              | 27 luglio - 4 agosto 1848           | Governo Casati                   |
| Vincenzo Gioberti              |                              | 5 agosto - 10 agosto 1848           | Governo Casati                   |
| Felice Merlo                   |                              | 15 agosto - 27 agosto 1848          | Governo Alfieri                  |
| Carlo Bon Compagni di Mombello |                              | 28 agosto - 11 ottobre 1848         | Governo Alfieri                  |
| Carlo Bon Compagni di Mombello | 11 ottobre - 3 dicembre 1848 | Governo Perrone                     |                                  |
| Carlo Cadorna                  |                              | 16 dicembre 1848 - 21 febbraio 1849 | Governo Gioberti                 |
| Carlo Cadorna                  | 24 febbraio - 23 marzo 1849  | Governo Chiodo                      |                                  |
| Vincenzo Gioberti              |                              | 27 marzo - 6 maggio 1849            | Governo de Launay                |
| Cristoforo Mameli              |                              | 7 maggio 1849 - 9 novembre 1850     | Governo d'Azeglio I              |
| Pietro Gioja                   |                              | 10 ottobre 1850 - 19 ottobre 1851   | Governo d'Azeglio I              |
| Luigi Carlo Farini             |                              | 20 ottobre 1851 - 21 maggio 1852    | Governo d'Azeglio I              |
| Carlo Bon Compagni di Mombello |                              | 22 maggio - 22 ottobre 1852         | Governo d'Azeglio II             |
| Luigi Cibrario                 |                              | 4 novembre 1852 - 27 aprile 1855    | Governo Cavour I                 |
| Luigi Cibrario                 | 4 maggio - 31 maggio 1855    | Governo Cavour II                   |                                  |
| Giovanni Lanza                 |                              | Governo Cavour II                   | 31 maggio 1855 - 18 ottobre 1858 |
| Carlo Cadorna                  |                              | Governo Cavour II                   | 18 ottobre 1858 - 19 luglio 1859 |
| Gabrio Casati                  |                              | 19 luglio 1859 - 21 gennaio 1860    | Governo La Marmora I             |
| Terenzio Mamiani               |                              | 21 gennaio 1860 - 23 marzo 1861     | Governo Cavour III               |